# مولود عاطفی
مولود عاطفی (۱۳۰۷ – ۲۹ شهریور ۱۳۸۱) گوینده برنامه‌های رادیو ایران و نخستین زن قصه‌گوی کودکان و نوجوانان در رادیو بود.

## زندگی‌نامه
مولود عاطفی (ایزدی) در سال ۱۳۰۷ در همدان به دنیا آمد. او چندسال بعد به همراه خانواده راهی تهران شد. علاقه و توانایی او در اجرای کوتاه و بلند برای جمع، از همان کودکی آشکار بود و در نهایت نیز او را راهی مدرسهٔ تربیت معلم تهران ساخت.
مولود درست در آخرین روزهای تحصیلات عالی خود در این مرکز، به دنبال فراخوانی مبنی بر اعلام نیاز رادیو ایران به گویندهٔ دائمی زن، در آزمون سراسری این سازمان شرکت کرد و با موفقیت وارد این کار شد.
مولود عاطفی تا سال‌ها بعد، گویندهٔ اصلی برنامه‌های رادیو ایران بود و شامگاه هر یکشنبه برنامهٔ ویژه‌ای را تحت عنوان «با آثار جاویدان ادبیات جهان آشنا شوید»، اجرا می‌کرد. او از معدود گویندگانی بود که خیلی زود توانست به بخش خبر رادیو راه یابد و به خواندن خبر بپردازد.
گفته می‌شود مهم‌ترین کار عاطفی، قصه گفتن برای بچه‌ها بوده‌است که تنها اندکی پس از پیوستنش به رادیو آغاز شد و به سرعت رشد کرد و طرفداران بسیاری داشت. در سال ۱۳۳۹ به دعوت رسمی یک سازمان فرهنگی آمریکایی، سه ماه به آمریکا رفت و مطالعه و تحقیق در زمینهٔ داستان‌های کودکان و نوجوانان را آغاز کرد.
او که رفته‌رفته به شیوه‌های مختلف قصه‌نویسی برای کودکان و نوجوانان تسلط بیشتری می‌یافت، به نقاط مختلف ایران سفر می‌کرد و بخش‌های مخصوص کتاب‌خوانی کودکان و نوجوانان را در کتابخانهٔ اصلی هر شهر دائر می‌کرد.
به دنبال تلاش او در این راستا تلویزیون ملی ایران مسئولیت اجرای برنامهٔ روزانه‌ای در همین زمینه را به او سپرد.

## مهاجرت
مولود عاطفی همزمان با انقلاب ۱۳۵۷ ایران را به مقصد آمریکا ترک کرد و به فرزندش، بهمن، پیوست. فعالیت‌های گستردهٔ فرهنگی او در خارج از کشور نیز همچنان ادامه یافت و در واشینگتن نیز با رادیو صدای آمریکا همکاری کرد.

## درگذشت
مولود عاطفی در تابستان سال ۱۳۸۱ به دلیل ابتلا به سرطان و به دنبال آن آلزایمر، پس از ۱۰ روز بیهوشی، در ایالت ویرجینیا درگذشت.